# 150 Nassau Street
150 Nassau Street (également appelé Park Place Tower et anciennement American Tract Society Building) est un bâtiment de 23 étages et de 88 mètres de hauteur situé dans le quartier financier de Lower Manhattan à New York. Il se trouve à l'angle sud-est de Spruce Street et Nassau Street, à côté du 8 Spruce Street, de l'ancien immeuble du New York Times et de l'hôtel de ville de New York. 

## Historique

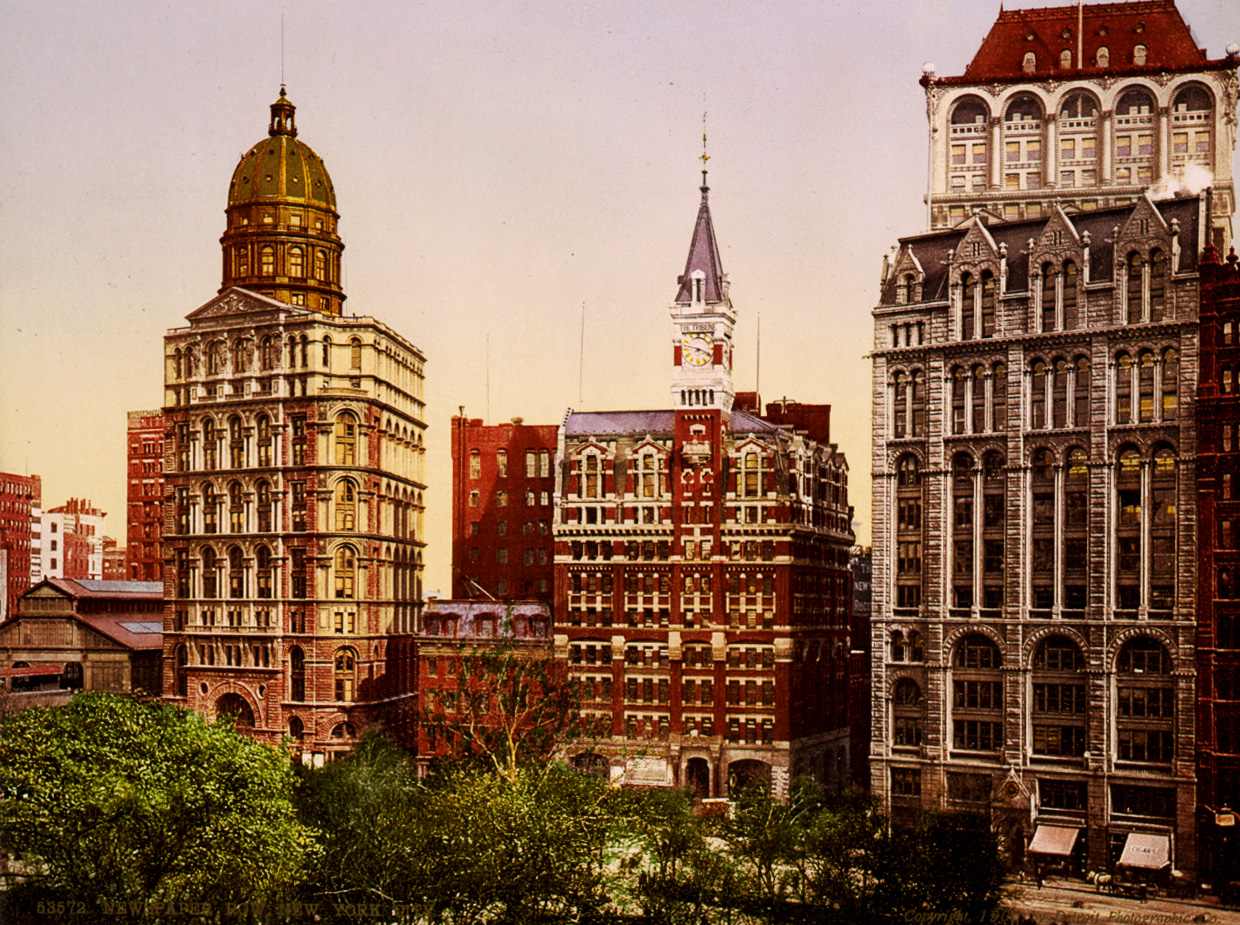
Impression photochrome de Park Row début 1900

Le 150 Nassau Street a été construit en 1894 – 1895 comme siège de l'American Tract Society (ATS), une organisation à but non lucratif, non sectaire mais évangélique qui distribuait des tracts religieux. Conçu par l'architecte R. H. Robertson, il est l'un des premiers gratte-ciel construits à partir d'un squelette en acier et faisait partie des plus hauts bâtiments de New York lorsqu'il a été achevé. 
150 Nassau Street était situé près de Park Row, qui abritait le siège de nombreux journaux. Après le départ d'ATS, le journal New York Sun a occupé le building de 1914 à 1919. La partie comprise entre les 10ème et 23ème étage a été convertie en condominiums entre 1999 et 2002. En 1999, il a été désigné comme un monument protégé par la New York City Landmarks Preservation Commission.

## Description
Le 150 Nassau Street a été conçu par Robert Henderson Robertson dans le style roman,,. Le 150 Nassau Street a été l'un des premiers gratte-ciel de New York à utiliser un cadre squelettique en acier  . Il est conçu avec des éléments d'architecture néo-romane et néo-Renaissance . 

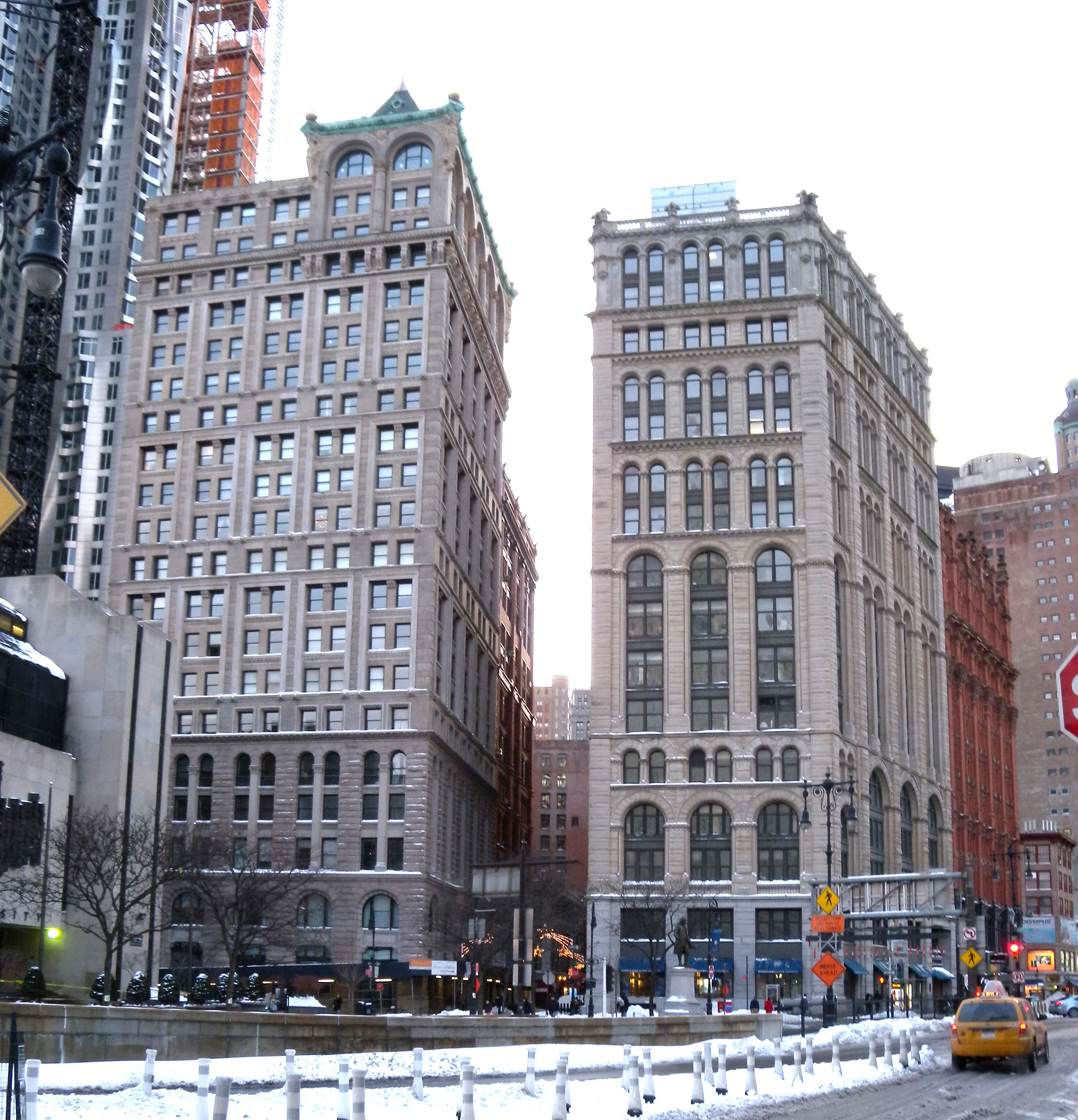
En regardant vers le sud depuis l'entrée du pont de Brooklyn ; 150 Nassau Street est à gauche, et 41 Park Row à droite

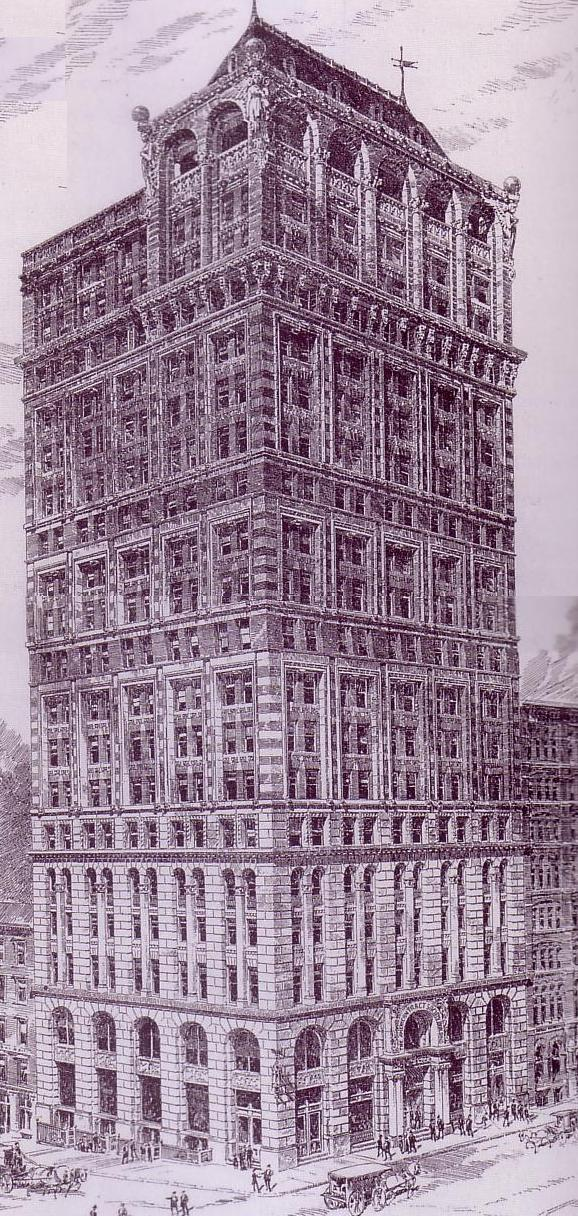
Dessin (1895)

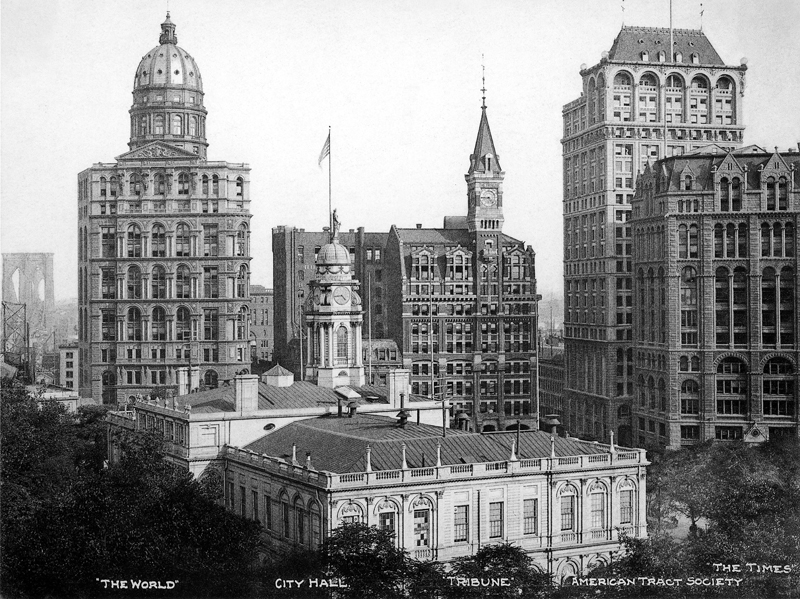
En regardant vers l'est depuis l'hôtel de ville de New York en 1906; Le 150, rue Nassau est en arrière-plan à droite, derrière le 41 Park Row. L'ancien New York World Building (à gauche) et le New York Tribune Building (au centre) sont également visibles